# أرينجة هوكريانية
أرينجة هوكريانية (الاسم العلمي:Arenga hookeriana) هي نوع من النباتات تتبع جنس الأرينجة من الفصيلة الفوفلية.